# Ansamblul rural „Dorolea”
Ansamblul rural „Dorolea” este un ansamblu de monumente istorice aflat pe teritoriul satului Dorolea, comuna Livezile, județul Bistrița-Năsăud.

## Galerie

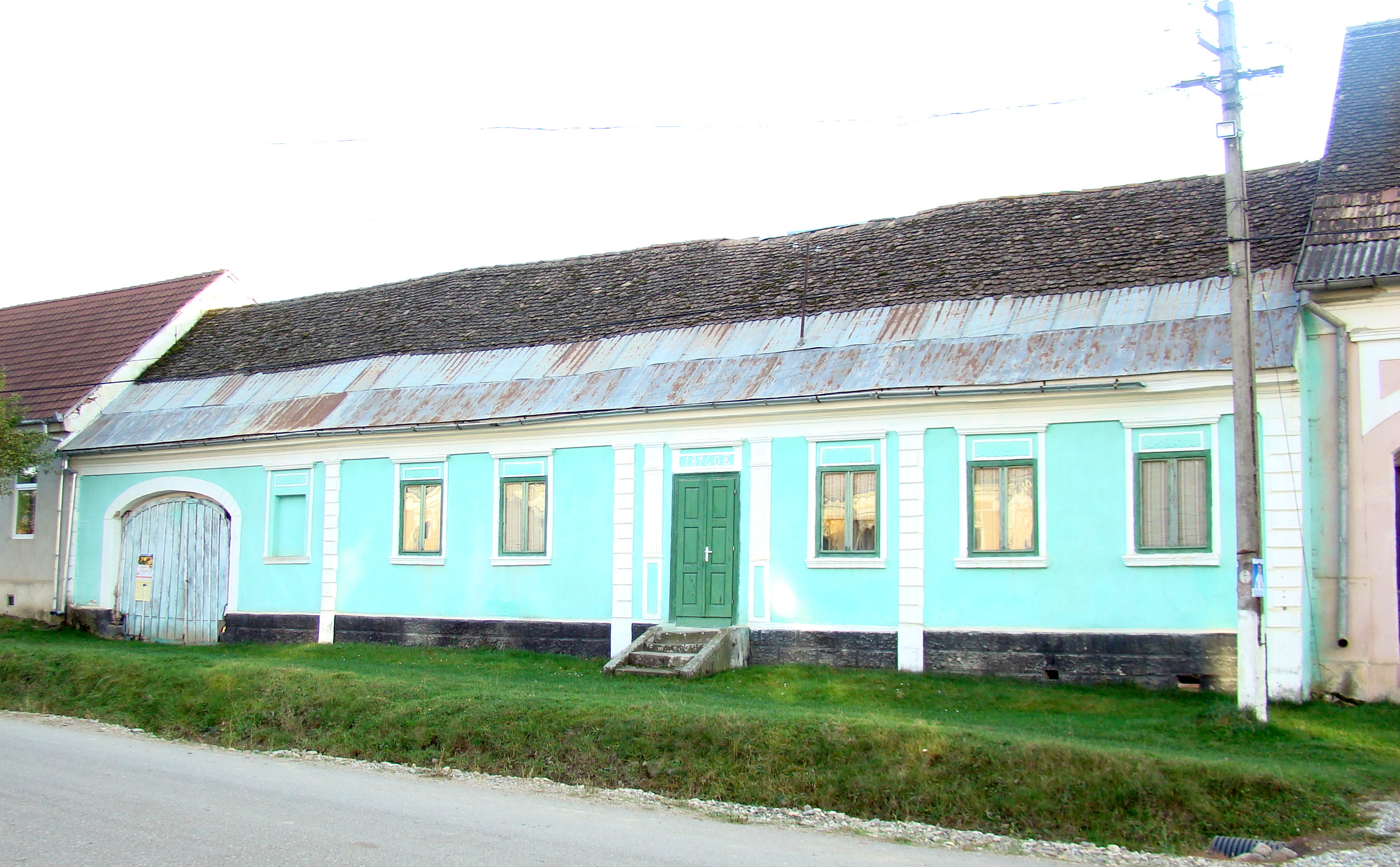
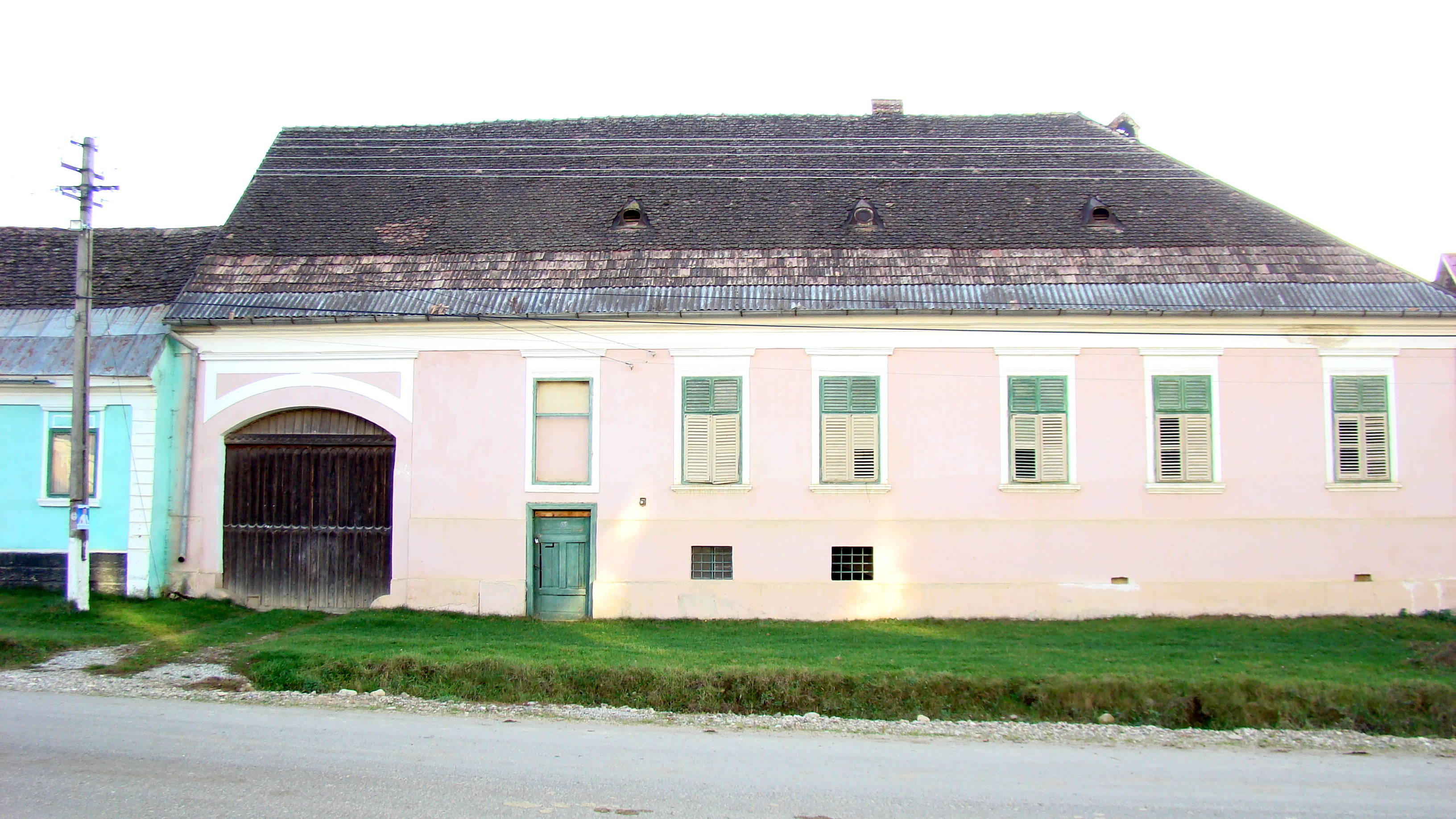
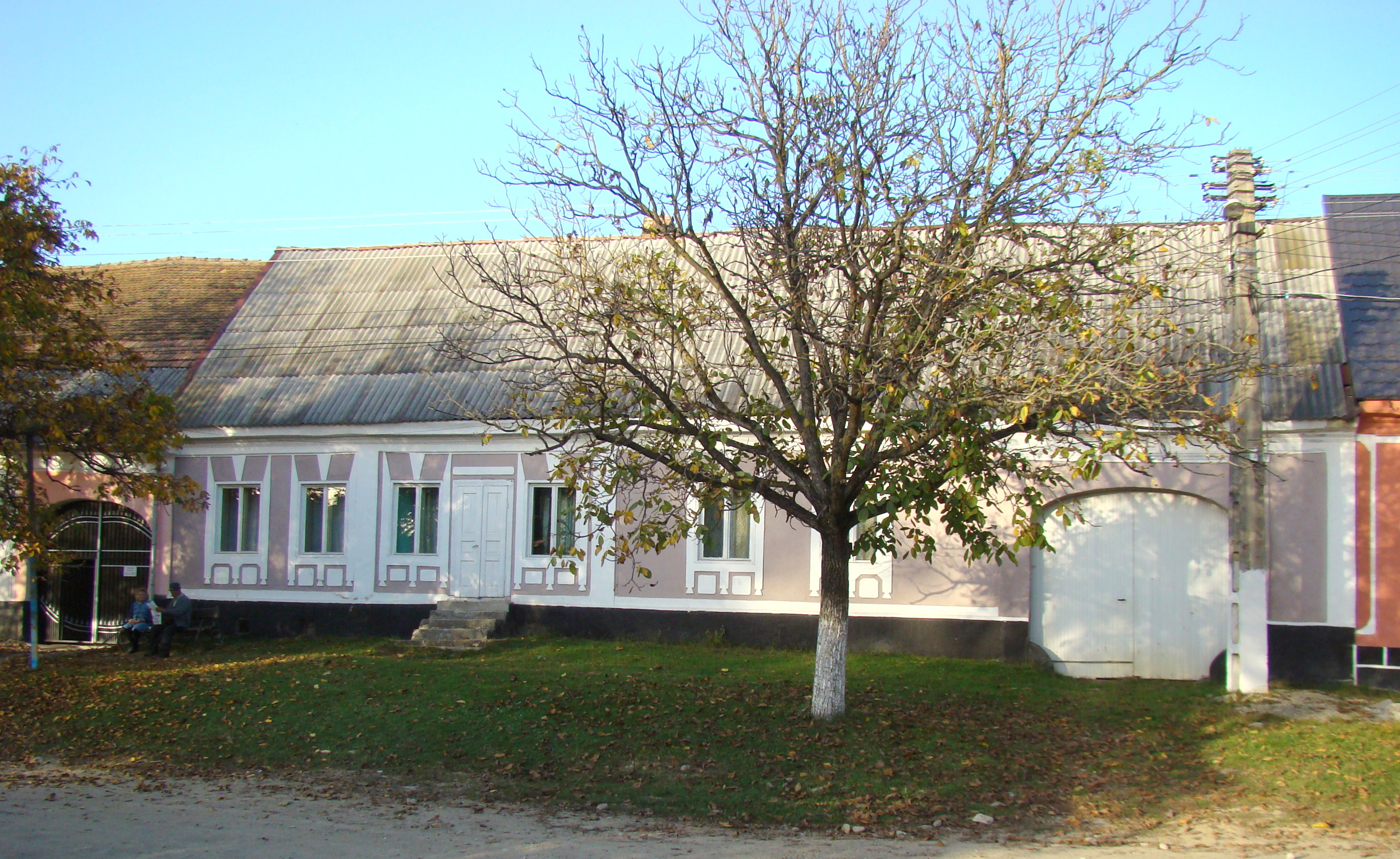
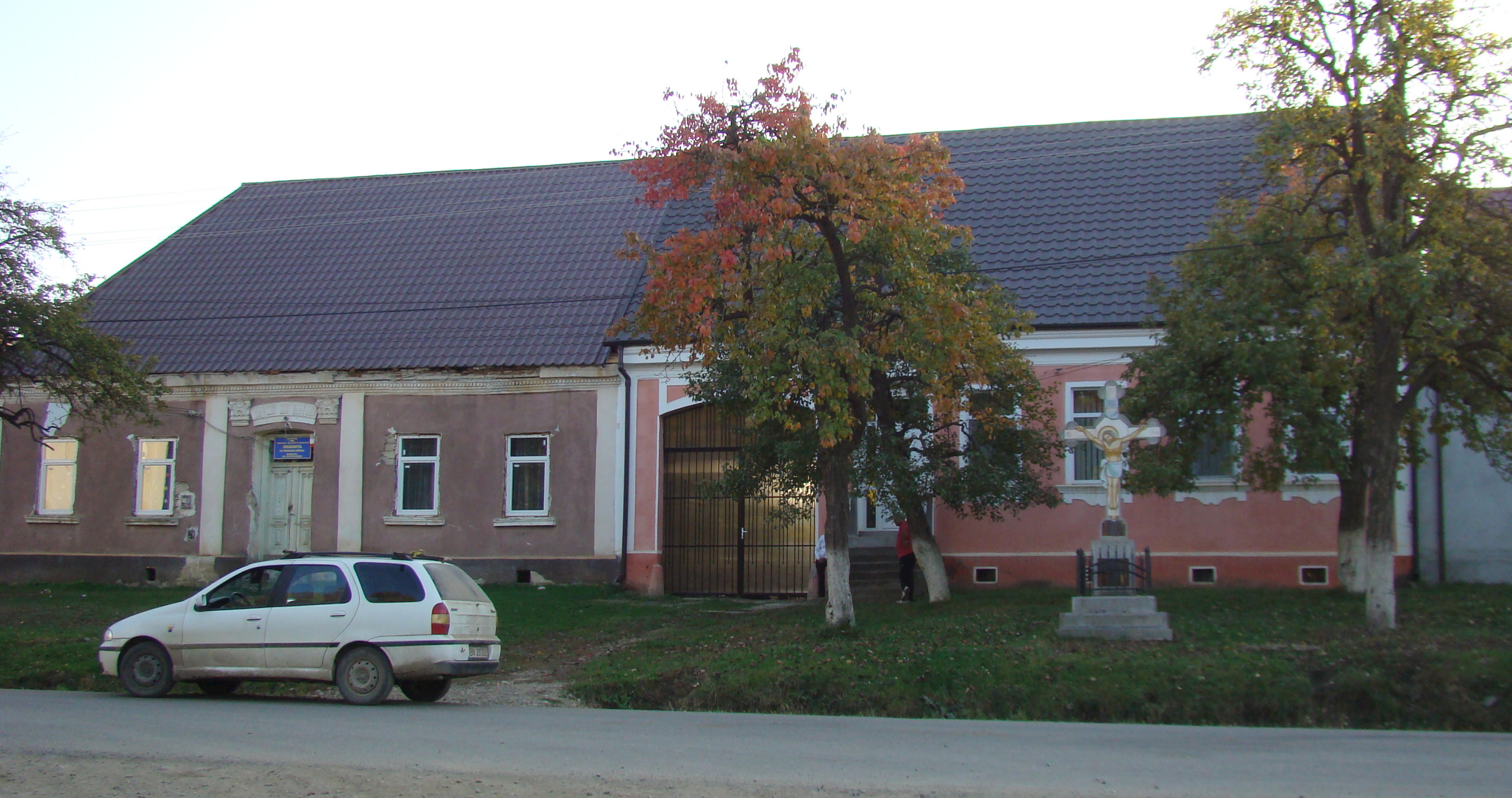
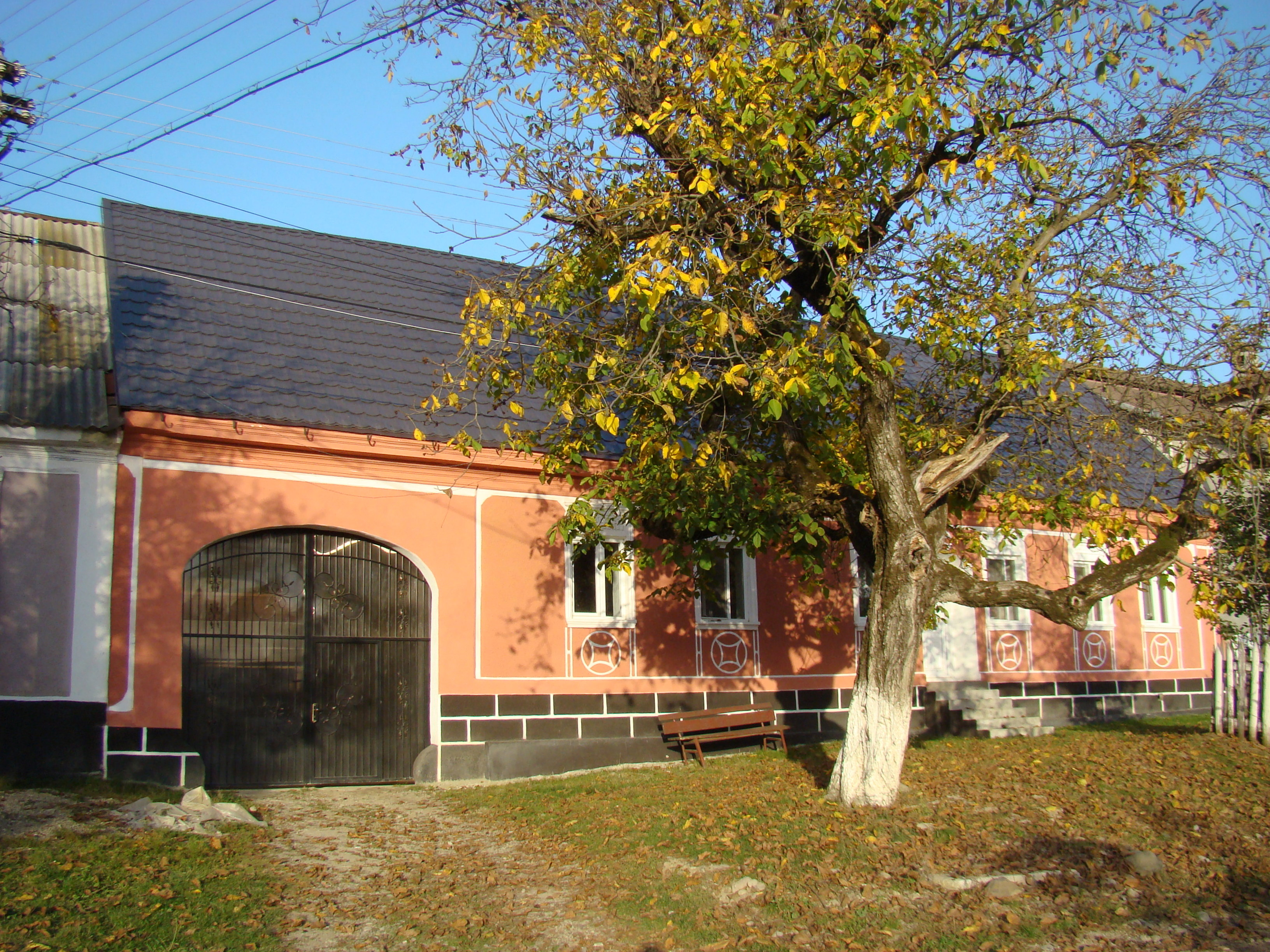
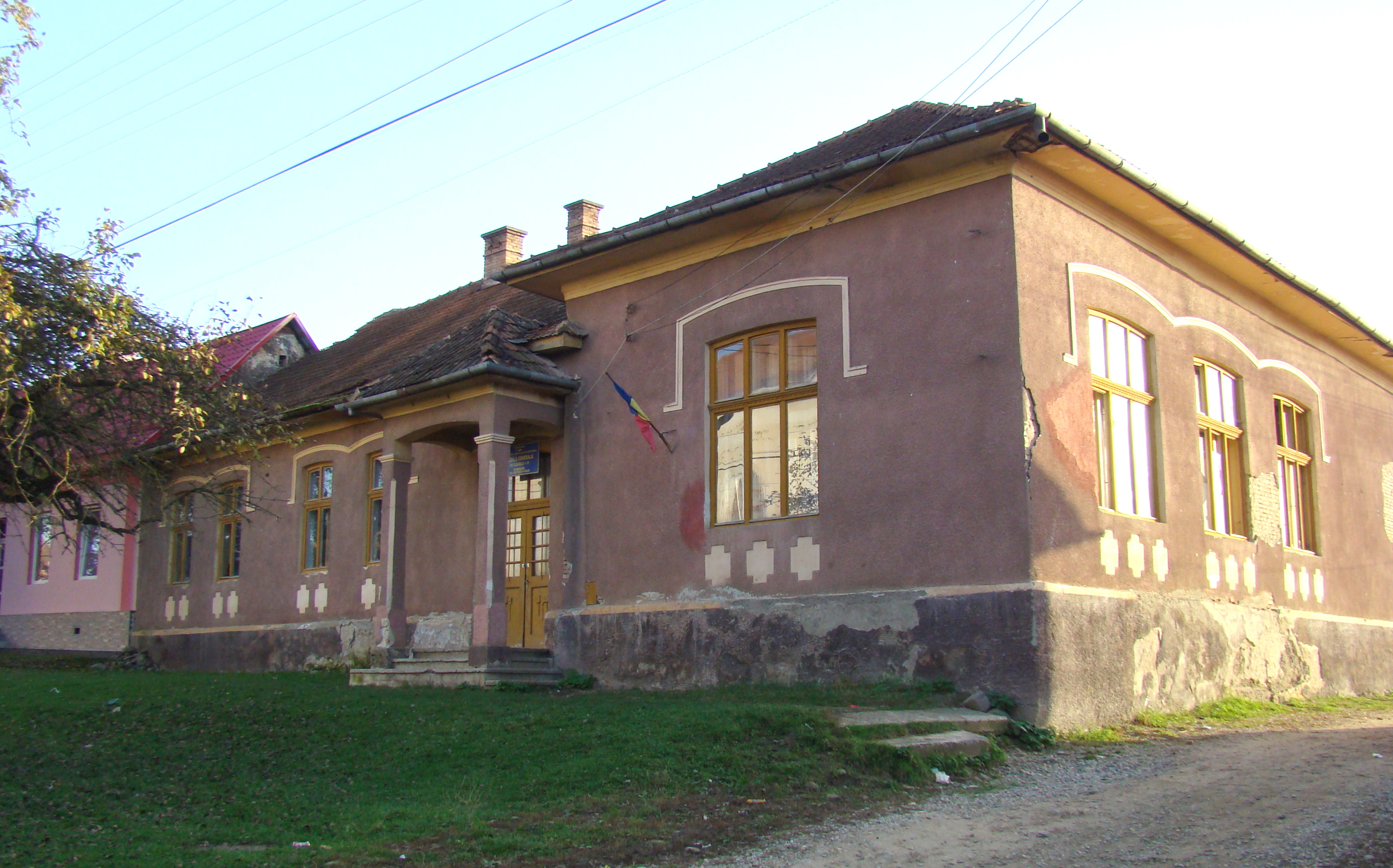
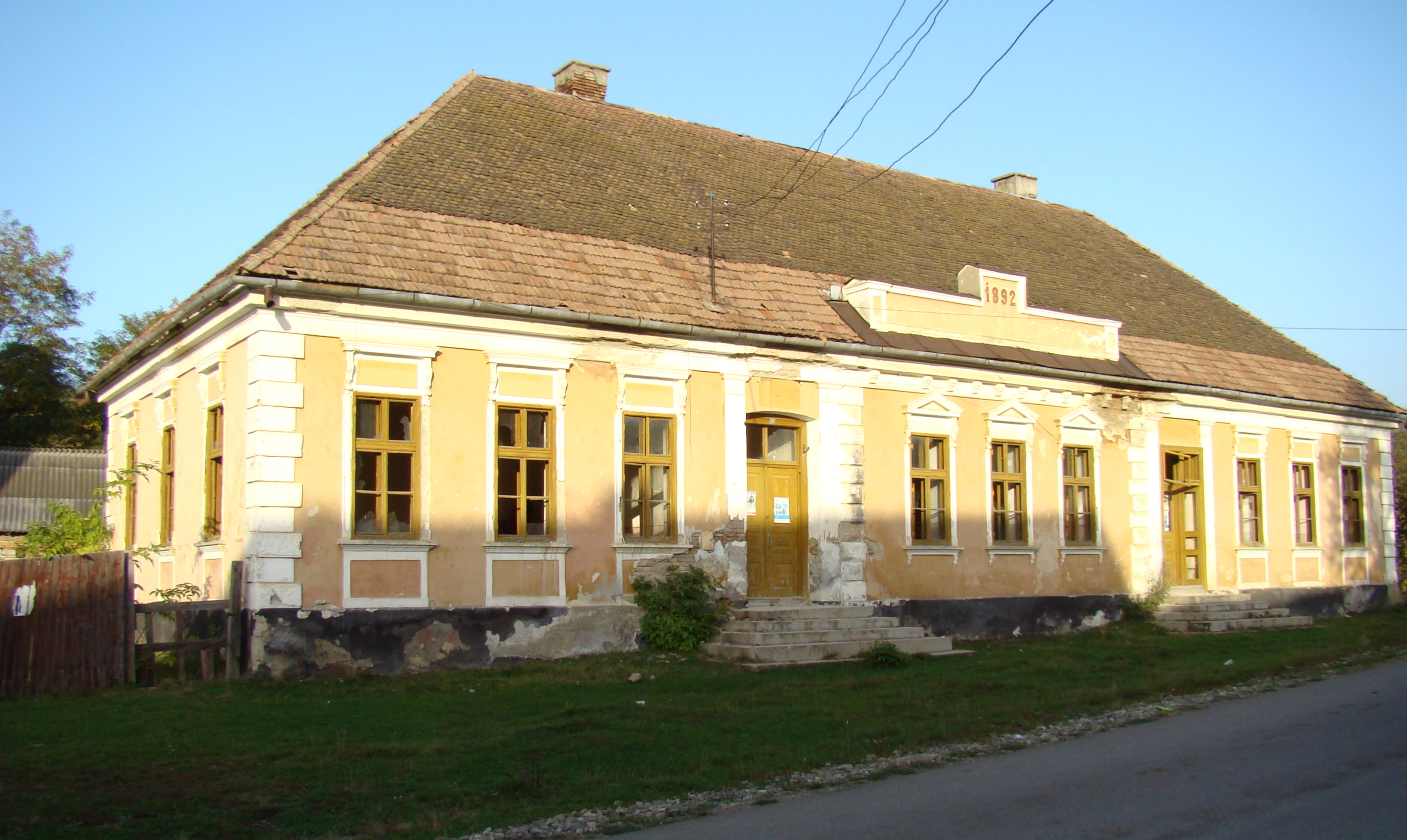
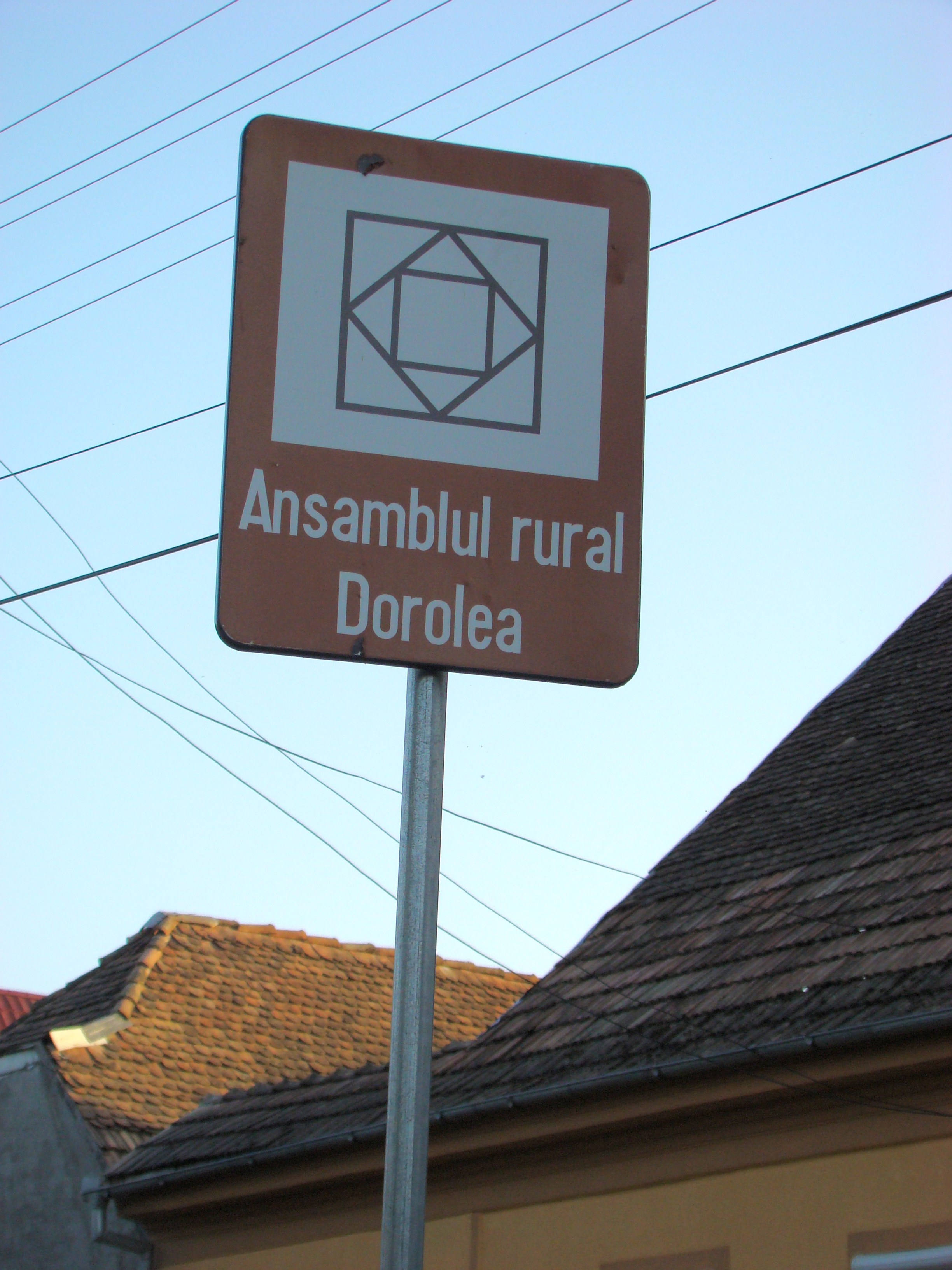